# Grub SG
| SG ist das Kürzel für den Kanton St. Gallen in der Schweiz. Es wird verwendet, um Verwechslungen mit anderen Einträgen des Namens Grub zu vermeiden. |

Grub SG ist eine Ortschaft und eine Ortsgemeinde in der politischen Gemeinde Eggersriet im Kanton St. Gallen in der Schweiz. Das Strassendorf am Südhang des Rorschacherbergs umfasst Grub sowie die Weiler Underbilchen, Büel und Fürschwendi und grenzt an die Gemeinde Grub AR. Der Mattenbach trennt die zwei Gemeinden Grub SG (nördlich) und Grub AR (südlich).

## Geschichte

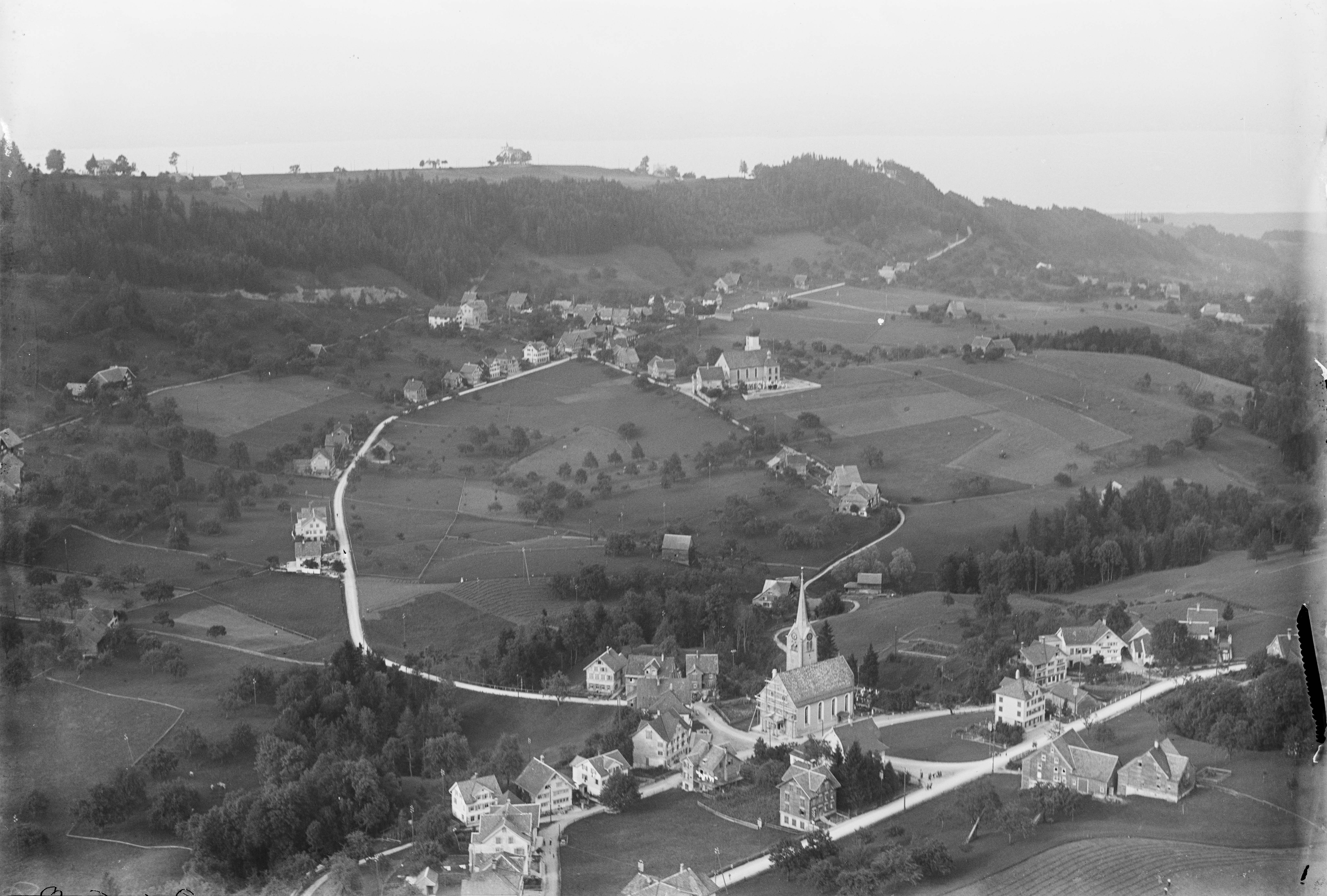
Vorne Grub AR, dahinter die katholische Kirche von Grub SG mit ihrem markanten Zwiebelhelm. Luftbild von Walter Mittelholzer aus dem Jahr 1923

1459 wurde der Ort als Gruob erstmals erwähnt. Die Appenzeller schoben im 15. Jahrhundert ihre Grenzen auf das Gebiet von Grub vor. 1449 kaufte die Abtei St. Gallen von den Herren von Rorschach die Lehen in Grub zurück. Die erste Grenzziehung zu Appenzell erfolgte 1458 entlang dem Mattenbach, die definitive Trennung in einen äbtischen und einen appenzellischen Ortsteil im Laufe der Reformation. Grub war Hauptmannschaft im äbtischen Gericht Rorschach. 1724 teilten Grub, Rorschach und Rorschacherberg gemeinsames Allmendland unter sich auf. 1589 erlangte das katholische Grub das Mitbenutzungsrecht an der auf appenzellischem Boden befindlichen reformierten Kirche. 1635 wurde die Josephskapelle errichtet, die 1764 abgebrochen wurde. 1751 trennte sich Grub kirchlich von appenzellisch Grub und errichtete 1755 eine eigene Kirche. 1892 wurde die Lourdeskapelle auf dem Rossbüchel gebaut.
Grub lebte von der Landwirtschaft und den Sandsteinbrüchen in Underbilchen, im 18. Jahrhundert kam die Heimindustrie dazu. Am Ende des 19. Jahrhunderts entstand der Ausflugs- und Kurbetrieb auf dem Rossbüchel. 1876 erhielt Grub mit der Station Schwendi bei Heiden Anschluss an die Rorschach-Heiden-Bahn. Im gewerbearmen Grub dominiert immer noch die Landwirtschaft. Zahlreiche Wegpendler arbeiten in Rorschach, Heiden, Goldach und St. Gallen. 1990 erfolgte der Bau einer Mehrzweckhalle.

## Bevölkerung

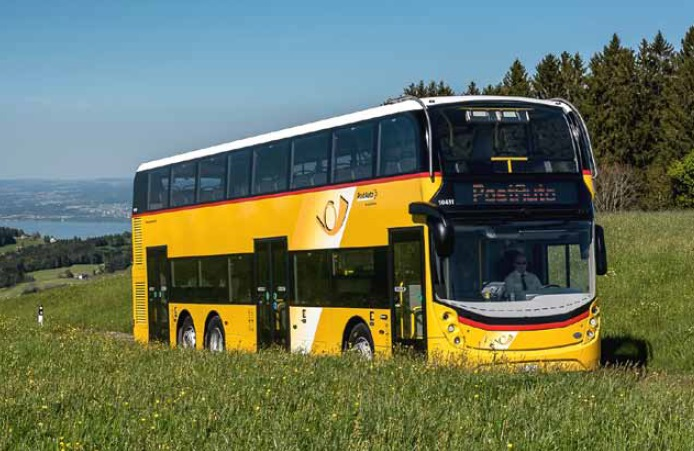
Auf der Postautolinie nach Grub kommen Doppelstockfahrzeuge zum Einsatz.

| Jahr      | 1798  | 1893  | 1950  | 2000  | 2010  | 2019  |
| Einwohner | 600   | 645   | 440   | 488   | 486   | 532   |
| Quelle    | [ 2 ] | [ 2 ] | [ 2 ] | [ 2 ] | [ 1 ] | [ 1 ] |

## Verkehr
Grub SG liegt an der Landstrasse Grub AR–Rorschach und wird im öffentlichen Verkehr von der Postautolinie Heiden–St. Gallen–Engelburg im Stundentakt bedient.
Eine 2019 eingeweihte Hängebrücke (für Fussgänger) verbindet den Ort mit Heiden AR.

## Bildung
In Grub besteht ein Kindergarten sowie eine Primarschule, in der im Mehrklassensystem (1.–3. und 4.–6. Klasse) unterrichtet wird.

## Sehenswürdigkeiten

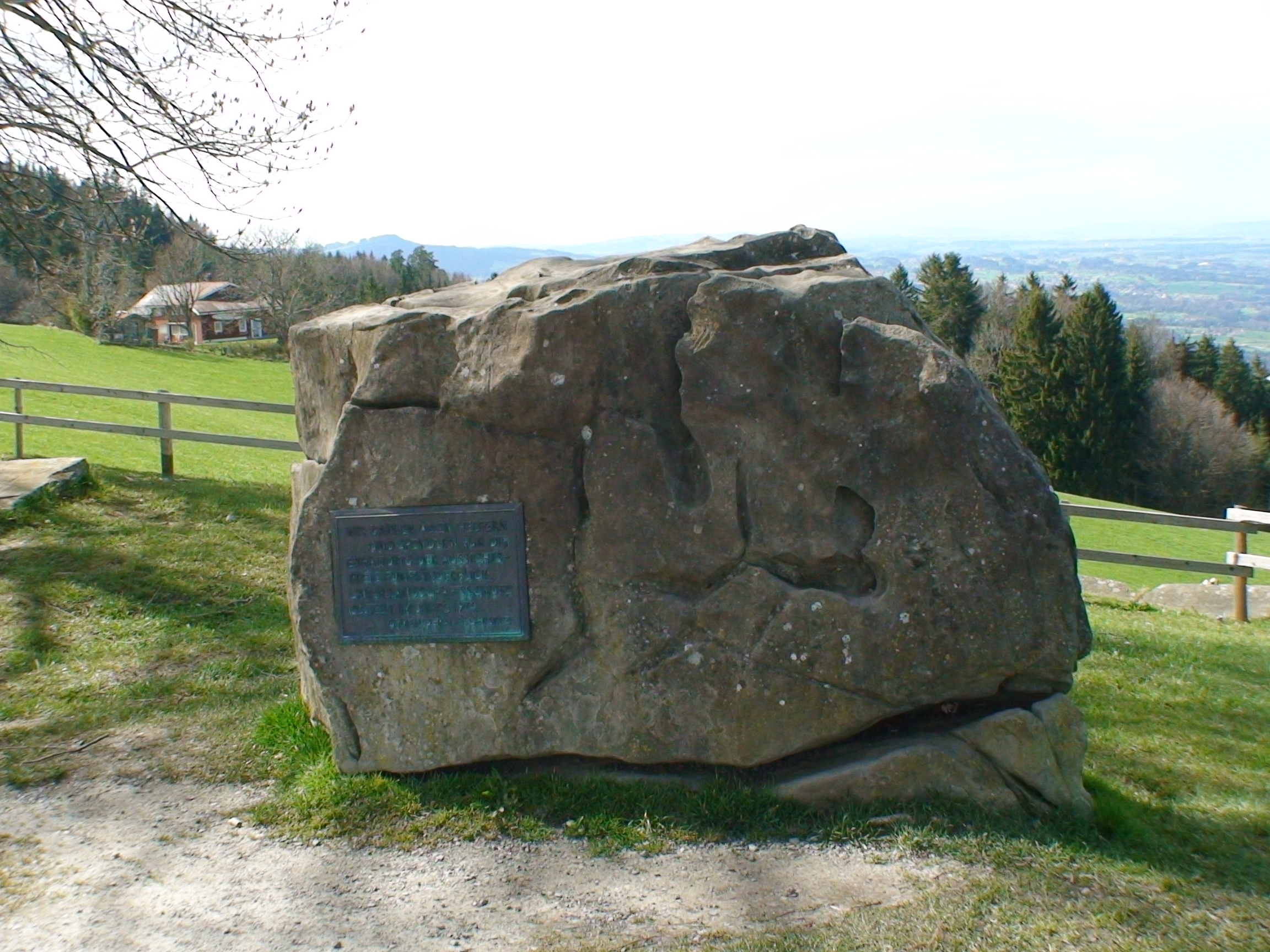
Aussichtspunkt Fünfländerblick oberhalb Wienacht und Heiden

Die Kirche St. Johannes Baptist aus dem 18. Jahrhundert ist in der Liste der Kulturgüter in Eggersriet aufgeführt.
Oberhalb von Grub auf 931 m ü. M. befindet sich der Aussichtspunkt Fünfländerblick. Dessen Name stammt aus der Zeit, als das Grossherzogtum Baden und die Königreiche Württemberg und Bayern noch als eigenständige Staaten gezählt wurden, auch wenn sie Teil des Deutschen Reichs waren.